# Martine Ripsrud
Martine Ripsrud (Hamar, 31 de octubre de 1995) es una deportista noruega que compite en patinaje de velocidad sobre hielo.
Ganó tres medallas de bronce en el Campeonato Europeo de Patinaje de Velocidad sobre Hielo en Distancia Individual entre los años 2018 y 2024, en la prueba de velocidad por equipos.

## Palmarés internacional
| Campeonato Europeo en Distancia Individual | Campeonato Europeo en Distancia Individual | Campeonato Europeo en Distancia Individual | Campeonato Europeo en Distancia Individual |
| Año                                        | Lugar                                      | Medalla                                    | Prueba                                     |
| ------------------------------------------ | ------------------------------------------ | ------------------------------------------ | ------------------------------------------ |
| 2018                                       | Kolomna (Rusia)                            | Medalla de bronce                          | Velocidad por equipos                      |
| 2022                                       | Heerenveen (Países Bajos)                  | Medalla de bronce                          | Velocidad por equipos                      |
| 2024                                       | Heerenveen (Países Bajos)                  | Medalla de bronce                          | Velocidad por equipos                      |